# Хенри Сиџвик
Хенри Сиџвик (енгл. Henry Sidgwick; Скиптон, 31. мај 1838 — Кембриџ, 28. август 1900) био је енглески филозоф утилитариста. Био је члан Метафизичког друштва и заговорник доступности високог образовања женама.
Сиџвик је рођен у Скиптону у Јоркширу. Изабран је за професора филозофије морала на Кембриџу 1883. године и на овом положају је био до краја живота. Имао је прилику да се креће у енглеском високом друштву свога времена па су његове идеје биле широко заступљене а књижевна дела радо читана. Пошто се залагао за доступност високог образовања женама био је један од оснивача Њунам колеџа, првог колеџа за жене на универзитету у Кембриџу. Био је и оснивач филозофског часописа Mind.
На Сиџвикову филозофију су утицали осниван утилитаризма Џереми Бентам и енглески филозоф и економски теоретичар Џон Стјуарт Мил. Његова најзначајнија дела су The Methods of Ethics из 1874. године и Elements of Politics из 1891. године у коме је покушао да примени идеје утилатеризма на проблеме политичке теорије. Његове филозофске идеје утицале су, између осталих и на Питера Сингера и Р. М. Хера